# Aniela Borne
Aniela Borne, z domu Dembińska (ur. 26 czerwca 1853 w Małej Komorzy, zm. 5 października 1921) – polska nauczycielka, ziemianka, autorka pamiętników.
Pochodziła z rodziny ziemiańskiej, była córką Teodora Dembińskiego i Nepomuceny z Jasińskich, młodszą siostrą Wincentego (oficera WP, działacza społecznego), a starszą Bronisława (historyka, rektora Uniwersytetu Lwowskiego). Kształciła się w domu oraz na 3-letniej pensji w Poznaniu. W 1875 poślubiła swojego kuzyna Wiktora Borne, właściciela majątku ziemskiego Jasieniec koło Koronowa; po utracie tego majątku mąż był plenipotentem w Zielęcinie koło Śmigla. W listopadzie 1878 polski szlachcic Józef Wolszlegier, wykupił na aukcji dla niej ów majątek. Owdowiawszy w 1895, Aniela Borne przeniosła się do Inowrocławia, gdzie zajęła się opieką nad swoimi rodzicami i dziećmi. Pracowała też w polskich domach jako prywatna nauczycielka.
W 1902 osiadła w Zakopanem, gdzie wydzierżawiła pensjonat i prowadziła go razem z córką Ludmiłą. W chwili wybuchu I wojny światowej przebywała w Poznaniu u syna; wobec niemożności powrotu do Zakopanego ze względu na działania wojenne, zatrzymała się w Wielkopolsce i pracowała na pensji u krewnej Antoniny Ratkiewicz. Po wojnie prowadziła przez pewien czas sierociniec.
Była współpracowniczką pism kobiecych i katolickich. Publikowała m.in. w warszawskim "Bluszczu". Krótko przed śmiercią w 1921 spisała Wspomnienia rodzinne, które ukazały się drukiem w zbiorze Trzy pamiętniki pomorskie (1983) w opracowaniu Józefa Borzyszkowskiego. Zmarła jesienią 1921, pochowana została w Poznaniu.
Miała dwoje dzieci — córkę Ludmiłę (zamężną Niesiołowską) oraz syna Tadeusza (doktora praw i ekonomii).